# Abdullah bin Zayid Al Nahyan

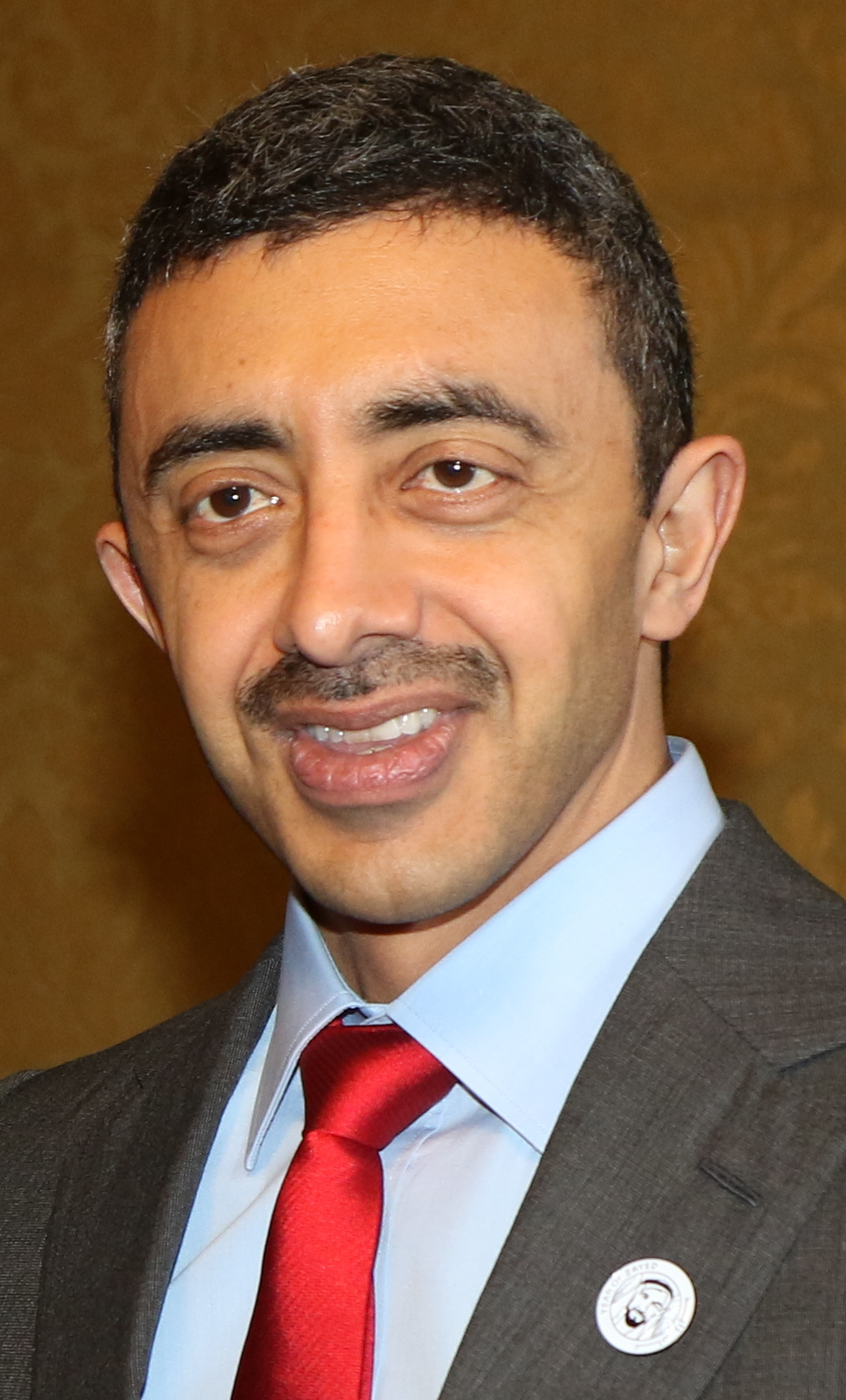
Abdullah bin Said al-Nahjan (2018)

Scheich Abdullah bin Zayid Al Nahyan (arabisch عبد الله بن زايد آل نهيان, DMG ʿAbd Allāh b. Zāyid Āl Nahyān; * 30. April 1972) ist ein Politiker aus den Vereinigten Arabischen Emiraten.
Er wurde als Sohn von Zayid bin Sultan in die Herrscherfamilie Abu Dhabis Al Nahyan geboren.
Seit 2006 ist er Außenminister seines Landes (derzeit Januar 2022).
Anfang Oktober 2020 kam er wenige Wochen nach dem Friedensvertrag zwischen Israel und den Vereinigten Arabischen Emiraten nach Berlin und besuchte dort zusammen mit dem israelischen Außenminister Gabi Aschkenasi und dem deutschen Amtskollegen Heiko Maas das zentrale Holocaust-Mahnmal.